# آنکارامی به
آنکارامی به (به لاتین: Ankaramy Be) یک منطقهٔ مسکونی در ماداگاسکار است که در بخش انالالاوا واقع شده‌است. آنکارامی به ۲۳٬۰۰۰ نفر جمعیت دارد و ۳۰۲ متر بالاتر از سطح دریا واقع شده‌است.